# Gonatocerus utkalensis
Gonatocerus utkalensis är en stekelart som beskrevs av Subba Rao 1989. Gonatocerus utkalensis ingår i släktet Gonatocerus och familjen dvärgsteklar. Inga underarter finns listade i Catalogue of Life.